# Inferno (film fra 2016)
 For alternative betydninger, se Inferno. (Se også artikler, som begynder med Inferno)
Inferno er en amerikansk action-mysteri-thrillerfilm fra 2016, som er instrueret af Ron Howard og skrevet af David Koepp, og som er løst baseret på romanen med samme navn fra 2013 af Dan Brown . Filmen er efterfølgeren til Da Vinci Mysteriet (2006) og Engle og Dæmoner (2009), og er den tredje og sidste film i serien om Robert Langdon. Tom Hanks genoptager sin rolle som Robert Langdon overfor Felicity Jones som Dr. Sienna Brooks, Omar Sy, Sidse Babett Knudsen, Ben Foster og Irrfan Khan .

## Medvirkende
- Tom Hanks som professor Robert Langdon, professor i symbologi ved Harvard University . [1]
- Felicity Jones som Dr. Sienna Brooks, læge, der hjælper Langdon med at flygte. [2]
- Omar Sy som Christophe Bouchard, leder af SRS -teamet (Surveillance and Response Support), fra European Center for Disease Prevention and Control . [2]
- Ben Foster som Bertrand Zobrist, en milliardær og transhumanistisk videnskabsmand, har til hensigt at løse verdens overbefolkningsproblem. [3] [4]
- Sidse Babett Knudsen som Dr. Elizabeth Sinskey, leder af WHO.[2]
- Irrfan Khan som Harry "The Provost" Sims, chef for Konsortiet, der hjalp Zobrist i sin mission.[2]
- Paul Ritter som CRC Tech Arbogast, højre hånd til Sims.
- Ana Ularu som Vayentha, konsortiets agent i Firenze, der har ordre om at følge Langdon. [4]